# Episodi di Omnibus (terza stagione)
La terza stagione della serie televisiva Omnibus è stata trasmessa in anteprima negli Stati Uniti d'America dalla CBS tra il 17 ottobre 1954 e il 10 aprile 1955.
| nº | Titolo originale                                       | Titolo italiano | Prima TV USA     | Prima TV Italia |
| -- | ------------------------------------------------------ | --------------- | ---------------- | --------------- |
| 1  | Treadmill to Oblivion                                  |                 | 17 ottobre 1954  |                 |
| 2  | The Man Who Married a Dumb Wife                        |                 | 24 ottobre 1954  |                 |
| 3  | Young Man in Politics                                  |                 | 31 ottobre 1954  |                 |
| 4  | Brewsie and Willie                                     |                 | 7 novembre 1954  |                 |
| 5  | Beethoven's Fifth Symphony                             |                 | 14 novembre 1954 |                 |
| 6  | Antigone                                               |                 | 21 novembre 1954 |                 |
| 7  | The Virtuous Island                                    |                 | 28 novembre 1954 |                 |
| 8  | A Maine Lobsterman                                     |                 | 5 dicembre 1954  |                 |
| 9  | The Contrast                                           |                 | 12 dicembre 1954 |                 |
| 10 | The Second Shepherds' Play                             |                 | 19 dicembre 1954 |                 |
| 11 | The Merry Widow                                        |                 | 26 dicembre 1954 |                 |
| 12 | The Trial of St. Joan                                  |                 | 2 gennaio 1955   |                 |
| 13 | The Adams Family                                       |                 | 9 gennaio 1955   |                 |
| 14 | H.M.S. Pinafore (I)                                    |                 | 16 gennaio 1955  |                 |
| 15 | John Quincy Adams                                      |                 | 23 gennaio 1955  |                 |
| 16 | Hamlet                                                 |                 | 30 gennaio 1955  |                 |
| 17 | Mr. Lincoln                                            |                 | 6 febbraio 1955  |                 |
| 18 | The Turn of the Screw                                  |                 | 13 febbraio 1955 |                 |
| 19 | The New World                                          |                 | 20 febbraio 1955 |                 |
| 20 | The Lives of Henry Adams and Charles Francis Adams Jr. |                 | 27 febbraio 1955 |                 |
| 21 | The Mighty Casey                                       |                 | 6 marzo 1955     |                 |
| 22 | A Different Drummer                                    |                 | 13 marzo 1955    |                 |
| 23 | Henry Adams                                            |                 | 20 marzo 1955    |                 |
| 24 | The Four Flags of the Confederacy                      |                 | 27 marzo 1955    |                 |
| 25 | Iliad                                                  |                 | 3 aprile 1955    |                 |
| 26 | Uncle Tom's Cabin                                      |                 | 10 aprile 1955   |                 |